# Crossomitrium phragmidiaceum
Crossomitrium phragmidiaceum är en bladmossart som beskrevs av C. Müller 1897. Crossomitrium phragmidiaceum ingår i släktet Crossomitrium och familjen Daltoniaceae. Inga underarter finns listade i Catalogue of Life.